# Market San Jorge
Market San Jorge fue un supermercado arrendado por Supermercados Peruanos S.A., la segunda cadena de venta al por menor más grande del Perú.
Market San Jorge poseía una sola tienda ubicada en el distrito de La Molina, siendo el dueño es Jorge Higa, el cual arrendó el supermercado a Supermercados Peruanos. En sus inicios era una tienda que se ganó la preferencia del público de La Molina. Pero tras competir contra Metro de Cencosud (con un local ubicado al costado de Market San Jorge), se vio obligado a alquilar el supermercado a Supermercados Peruanos, el cual decidió seguir manteniendo el nombre y los colores que representan a Market San Jorge.
A finales de 2016 Supermercados Peruanos decidieron transformar el local para pasarlo a las filas de Plaza Vea bajo el formato Plaza Vea Super.